# Трансиорданский меморандум
Трансиорданcкий меморандум — британский меморандум, принятый Советом Лиги Наций 16 сентября 1922 года. Содержал описание мер по реализации статьи
Палестинского мандата, исключавшей Трансиорданию из числа территорий, предназначенных для еврейских поселений.

## Предшествующие события
Власть британской администрации в Иерусалиме распространялась лишь на территории к западу от р. Иордан; область к востоку от Иордана находилась под управлением британского представителя в Маане, капитана Алека Киркбрайда. После изгнания Фейсала бин Хусейна из Сирии в июле 1920 года, Великобритания предприняла шаги к тому, чтобы выполнить обещания сэра Генри Макмагона, данные последним во время войны в переписке с шерифом Мекки Хусейном бин Али. В марте 1921 года Уинстон Черчилль, занявший пост министра по делам колоний, в марте 1921 года созвал в Каире тайную встречу, чтобы определить политическое будущее подмандатных территорий Великобритании на Ближнем Востоке. На этой встрече было решено сделать одного из сыновей Хусейна, Фейсала, королём Ирака, а другого сына, Абдаллу, правителем пока ещё не существующего государства Трансиордания (была официально отделена от Палестины в 1923 году). Поставив хашимитских правителей во главе всех подмандатных британских территорий за исключением Палестины, Черчилль мог утверждать, что он выполнил все обещания, данные во время войны Макмагоном от лица Великобритании. Трансиорданский меморандум
стал юридическим продолжением вышеуказанных действий Великобритании.

## Содержание
Статья 25 палестинского мандата позволяла исключить Трансиорданию из некоторых положений последнего. 16 сентября 1922 года лорд Бальфур, представлявший Великобританию в Лиге Наций, напомнил Совету Лиги о статье 25. Затем он сообщил Совету о намерении британского правительства провести эту статью в жизнь и представил для утверждения соответствующий меморандум.
Текст Меморандума начинался с цитирования статьи 25 палестинского мандата. Затем в нём говорилось: «…в соответствии с положениями настоящей статьи, правительство Его Величества предлагает Совету принять следующую резолюцию: Следующие положения палестинского мандата не распространяются на территорию Трансиордании […]». Затем перечислялись статьи 4, 6, 13, 14, 22, 23, а также части преамбулы и статей 2, 7 и 11, в том числе, статей мандата, касавшихся создания еврейского государства. Совет Лиги Наций одобрил меморандум.
С этого момента британские власти ввели два разных режима управления: один для Палестины, второй для Трансиордании. Формально эти территории управлялись одним мандатом, но на практике большинство официальных документов были составлены так, как если бы это были два отдельных мандата. В мае 1923 года Трансиордания получила внутреннее самоуправление, при этом главой самоуправления стал Абдалла бин Хусейн, а представителем британской администрации — Гарри Сент-Джон Филби.